# 大連闖関東影視基地

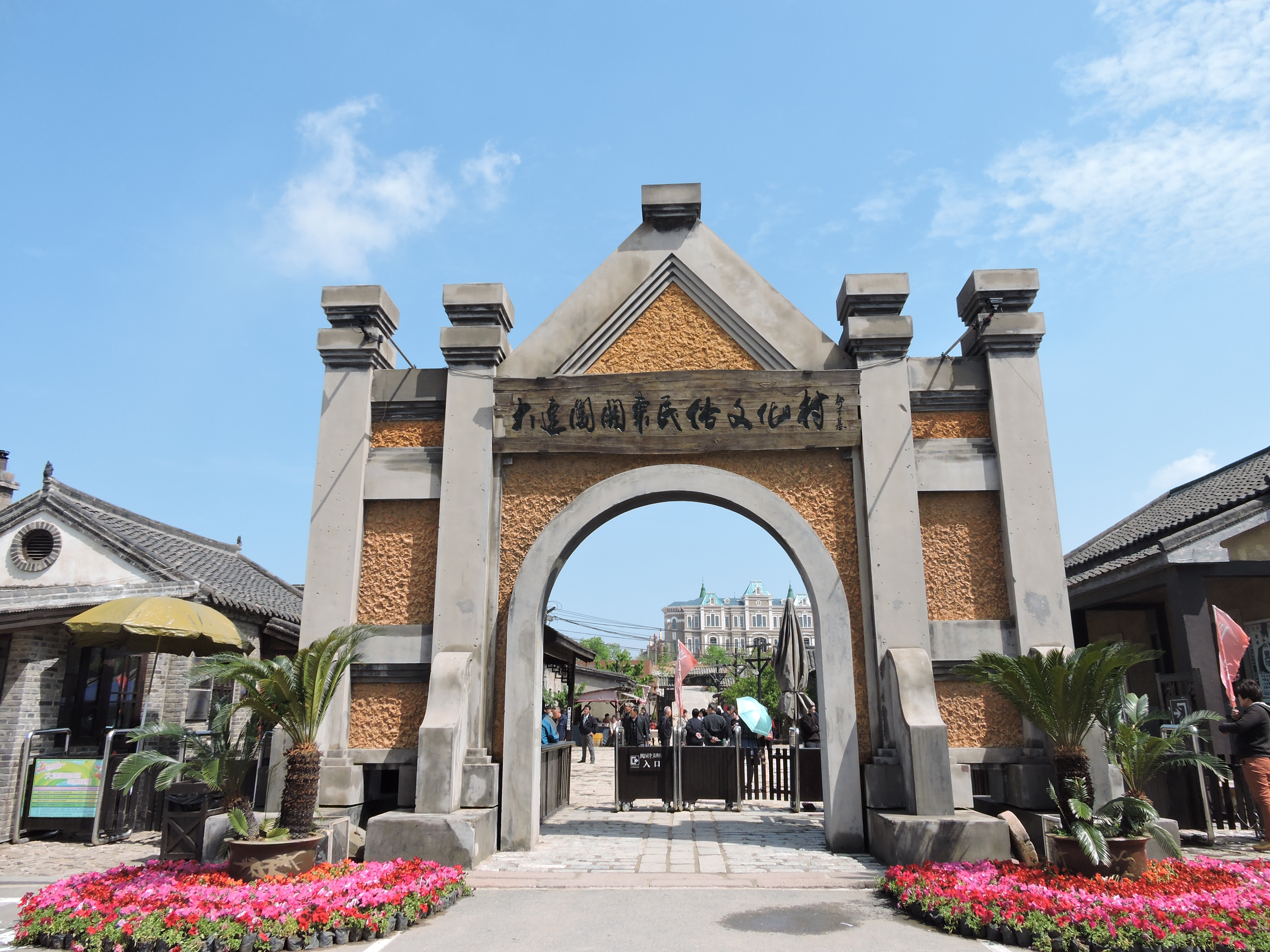
大连闯关东影视基地

大連闖関東影視基地（だいれんちんかんとうえいしきち、大连闯关东影视基地、ダーレンチュァングヮンドンイエンシジディー）は、大連市旅順口区三里橋村にある映画村。国家3A級旅游景区に指定されている。

## 概略
「闖関東」とは、遼東以北への移住のこと。
山東省から東北地方へ移住した宋家一家のストーリーを軸に中国の近代史を描いたテレビドラマ「闖関東中編」（2009年8月初放映） のロケ地として2008年に造られた。2万平方メートルの敷地内に1930、40年代の建物が再現されている。
これまでに映画『風声』やテレビドラマ『雷鋒』『婆婆来了』『小姨多鶴』『孟来財伝奇』『鋼鉄年代』など数多くの作品が撮影された。
闖関東影視基地の近くには、中国でも最大規模の外国人墓地「ソ連軍烈士陵園」と「八一烈士陵園」がある。

## 交通
11路バス「寺溝」で下車、徒歩3分。